# Ruta Sepetys
Ruta Sepetys eller Rūta Šepetys (født 19. november 1967 i Detroit, Michigan) er en amerikansk forfatter med litauisk familiebaggrund. Hendes debutroman, Between Shades of Gray, var fra udgivelsen i 2011 en New York Times Bestseller og en Carnegie Medal Finalist. Den er inspireret af hendes families og de baltiske landes historie under Stalins diktatur i Sovjetunionen. . Ruta Sepetys er desuden Rockefeller Foundation Bellagio Stipendiat fra oktober 2015. Hendes værker er udgivet i over 40 lande og oversat til omkring 30 sprog.

## Biografi
Ruta Elizabeth Sepetys er datter af en litauisk flygtning, der kom til USA efter afslutningen af 2. verdenskrig. Hun har eksamen fra Hillsdale College (Michigan). Hun studerede også International Finance i Toulon og Nancy i Frankrig.
Efter afsluttet eksamen flyttede Ruta Sepetys til Los Angeles. I 1994 grundlagde hun Sepetys Entertainment Group, Inc., et managementfirma indenfor musikbranchen, der bl.a. repræsenterer Grammy-vindere og den mange gange Grammy nominerede rockguitarist Steve Vai, og den danske Emmy nominerede filmkomponist Niels Bye Nielsen. I 2002 blev Ruta Sepetys portrætteret i særudgaven 'Women in Rock' af magasinet Rolling Stone.. Sepetys bor p.t. (2015) i Nashville, Tennessee.
Ruta Sepetys‘ romaner er i genren historisk fiktion. Til hver roman har hun foretaget adskillige rejser til steder, der optræder i værkerne og talt med personer, som har oplevet romanernes historiske og menneskelige kontekst.[kilde mangler]

## ”Between Shades of Gray” (2011)
Ruta Sepetys’s første roman, Between Shades of Gray, handler om Stalins diktaturs massedeportationer og massedrab af litauere efter besættelsen af Litauen og de øvrige baltiske lande i 1941. Den fik ved sin udgivelse i USA rosende anmeldelser. og er oversat til over 27 sprog.
Hovedpersonen er den 15-årige Lina, der er tegner, maler og bliver forelsket i drenge. Hun bliver brutalt revet ud af sin trygge tilværelse i Kaunas af det sovjetiske hemmelige politi, NKVD, en juniaften i 1941. Familien fjernes fra sit hjem og splittes under transporten til Sibirien. Faderens skæbne er uvis, men håb og kærlighed holder sammen på Lina, hendes lillebror Jonas og moderen Elena. Romanen viser den daglige kamp for at overleve under barske og umenneskelige forhold. Den første sætning i romanen lyder: ”They took me in my nightgown” – og den giver essensen af hvilket forløb hovedpersonen efterfølgende vil opleve.
Ruta Sepetys har udtalt, at romanen viser “de ekstreme lidelser og det enorme håb”, der blev vist af de baltiske folk under Stalins regime. Den er skrevet i et kraftfuldt og emotionelt sprog, der giver et indblik i de menneskelige og følelsesmæssige omkostninger blandt de deporterede i arbejdslejrene i Sibirien.
Ruta Sepetys præsenterede bogen i Europa Parlamentet i Bruxelles i marts 2013. Her fokuserede hendes diskussioner på selve romanen, totalitære styrer i de baltiske landes historie og vigtigheden af historisk fiktion. Desuden fik hun i juni 2013 "Cross of the Knight of the Order" ordenen ved en ceremoni i præsidentpaladset i Vilnius i Litauen. Ordenen blev givet som en anerkendelse af hendes bidrag til kultur, uddannelse og udbredelse af kendskabet til de baltiske landes historie.

## Litterær genre
Between Shades of Gray er skrevet som historisk fiktion og selvom den oprindeligt var skrevet med unge som målgruppe, så regnes bogen for rettet til og læses af alle aldersgrupper.

## ”Out of the Easy” (2013)
Ruta Sepetys’s anden roman, Out of the Easy, udkom i februar 2013 og har Josie Moraine som hovedpersonen. Hun er en ung kvinde i 1950 i New Orleans' franske kvarter. Josie kæmper for at komme væk fra sin socialt belastede familie og for at bestemme over sin eget liv og fremtid. Hun har en plan men et mystisk drab og følgende politiundersøgelse giver hende problemer. Hun ser sig selv i en konflikt mellem sin drøm om at komme væk og på et elite college på den ene side og et opgør med sin prostituerede mor og den lokale magtfulde bordelmutter.
Romanen blev en New York Times bestseller og blev også som Editor's Choice i New York Times 15.februar 2013.
Ruta Sepetys har udtalt, at hun fik ideen til Out of the Easy efter at have læst The Last Madam: A Life in the New Orleans Underworld og af egen interesse for USA efter 2.Verdenskrig. Modsat hendes forventning var virkeligheden fyldt med lidelser og hemmeligheder.

## "Salt to the Sea"(2016)
Ruta Sepetys's tredje roman Salt to the sea (udkommer februar 2016) foregår blandt de mange hundredetusinder, der flygtede fra øst mod vest i de sidste måneder af 2.verdenskrig. Her nærmere betegnet i januar 1945. Fire unge med forskellige baggrunde deler ét fælles ønske: at komme i sikkerhed og at søge friheden med skibet Wilhelm Gustloff eller et andet evakueringskib, der lå og ventede i Gotenhafen/Gdansk. Yderligere frygter alle fire den russiske Røde Hær og nazisterne. Virkelighedens skib Wilhelm Gustloff blev sænket af en russisk ubåd natten mellem d.30. og 31.januar 1945 og mere end 9.000 mennesker omkom i historiens største skibskatastrofe.

## Publikationer
- Between Shades of Gray, Penguin Books, 2011 ISBN 978-0-670-92085-3
  - Svensk oversættelse: Strimmor av hopp, B Wahlströms, 2011 ISBN 978-91-32-15958-9
  - Tysk oversættelse: Und in mir der unbesiegbare Sommer, Carlsen Verlag, Hamburg, 2011 ISBN 978-3-551-58254-6
  - Spansk oversættelse: Entre tonos de gris, Ediciones Maeva, 2011 ISBN 978-84-15-12025-4
  - Italiensk oversættelse: Avevano spento anche la luna, Garzanti, 2011 ISBN 978-88-11-67036-0
  - Fransk oversættelse: Ce qu'ils n'ont pas pu nous prendre, Gallimard Jeunesse, ISBN 978-2-07-063567-2
- Out of the Easy, Philomel Books, 2013 ISBN 978-0-399-25692-9
  - Spansk oversættelse: El color de los sueños Maeva 2014 ISBN 978-8415893004
  - Fransk oversættelse: "Big Easy" Gallimard 2013 ISBN 978-2-07-065441-9 Parameter fejl i {{ISBN}}: Fejl i ISBN.
  - Italiensk oversættelse: "Una stanza piena di sogni" Garzanti Libri ISBN 978-88-11-68487-9
  - Svensk oversættelse: "Färgen på drömmar" Ponto Pocket ISBN 9789174752366
- Salt to the Sea, Philomel Books, 2016 ISBN 978-0399160301

## Anmeldelser
The New York Times beskriver debutromanen som en "superlative first novel" af Ruta Sepetys. Den 15. April 2011 kom, Between Shades of Gray på The New York Times Editor's Choice. The Los Angeles Times skriver at Ruta Sepetys genfortæller begivenhederne med en forfærdende og fascinerende klarhed. The Seattle Times kalder bogen for "heartbreaking."

## Eksterne links
- Official Between Shades of Gray Website
- Ruta Sepety's official Website
- ThirstforFiction interview with Ruta Sepetys